# Discoverer 2
Discoverer 2 – amerykański satelita technologiczny. Umieszczony został na orbicie polarnej i testował systemy związane z kapsułą powrotną. Stanowił część tajnego programu CORONA. Discoverer 2 był pierwszym statkiem, którego położenie było stabilizowane we wszystkich trzech osiach i pierwszym, którego część została w kontrolowany sposób sprowadzona z powrotem na Ziemię. Większość wyposażenia było identyczne z wcześniejszym Discovererem 1.

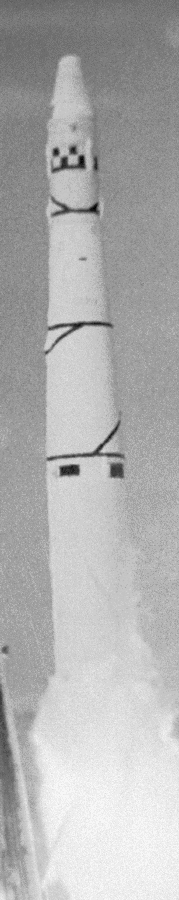
Start rakiety Thor Agena A z satelitą Discoverer 2, 13 kwietnia 1959.

Całkowita masa satelity wraz z paliwem wynosiła 3800 kg, bez paliwa – 743 kg. Masa instrumentów pomiarowych wynosiła 111 kg. Kapsuła powrotna ważyła 88 kg, jej średnica wynosiła 84 cm, a długość 69 cm.

## Przebieg misji
Misja powiodła się częściowo. 14 kwietnia 1959, po wykonaniu 17 okrążeń Ziemi, kapsuła powrotna oddzieliła się od statku, jednak w wyniku awarii urządzenia zegarowego nastąpiło to przedwcześnie. Plan zakładał, że kapsuła wyląduje na spadochronie i zostanie przechwycona w okolicach Hawajów, upadek nastąpił jednak w północnej strefie podbiegunowej, prawdopodobnie w okolicy należącej do Norwegii wyspy Spitsbergen.  Podpułkownik Charles Mathison, który dowodził odnalezieniem kapsuły zwrócił się do norweskich sił powietrznych o pomoc. Dyrektor kopalni znajdującej się na wyspie wysłał patrole narciarskie, które zauważyły pomarańczowy spadochron niedaleko wioski Barentsburg, gdzie mieszkali rosyjscy emigranci. Jednak nikt niczego nie znalazł, poza śladami rakiet  śnieżnych, używanych przez Rosjan (Norwegowie używali zawsze nart). Wydarzenie to zainspirowało później Alistaira MacLeana do napisania Stacji arktycznej Zebra.
Satelita kontynuował przesyłanie danych z orbity. System telemetrii funkcjonował do 14 kwietnia, zaś główny nadajnik służący do namierzania satelity – do 21 kwietnia 1959. Spłonął 26 kwietnia 1959 nad południową Afryką po 12 dniach pobytu na orbicie.